# Parlament der Republik Kosovo
Das Parlament der Republik Kosovo (albanisch Kuvendi i Republikës së Kosovës, serbisch Скупштина Републике Косово Skupština Republike Kosovo) ist die Legislative des Kosovo. Es hat 120 Abgeordnete, die alle vier Jahre vom Volk gewählt werden. Der Parlamentssitz befindet sich in der Hauptstadt Pristina.

## Befugnisse und Zusammensetzung
Die Befugnisse des Parlaments sind in der Verfassung des Kosovo, die am 15. Juni 2008 in Kraft trat, festgelegt. Die Versammlung ist das staatliche Legislativorgan. Sie umfasst 120 Sitze, davon sind der serbischen Volksgruppe mindestens zehn Sitze garantiert. Den anderen Minderheiten im Kosovo – Roma, Aschkali und Balkan-Ägypter (zusammen vier), Bosniaken (drei), Türken (zwei) und Goranen (einer) – sind insgesamt zehn weitere Sitze reserviert.
Das Parlament wählt den Staatspräsidenten und bestimmt außerdem den Premierminister. Verfassungsänderungen können nur mit einer Zweidrittelmehrheit aller Stimmen inklusive zweier Drittel der Stimmen der Minderheitenvertreter erfolgen. Das Präsidium besteht aus einem Präsidenten und zwei Stellvertretern. Letztere müssen einer Minderheit angehören.
Das Mindestwahlalter liegt bei 18 Jahren. Parlamentspräsident ist seit dem 22. März 2021 Glauk Konjufca (VV).

## Bisherige Parlamentswahlen
Bemerkung: In der folgenden Tabelle wird kein Unterschied zwischen Parlamentswahlen vor und nach der Unabhängigkeitserklärung von 2008 gemacht.
| Jahr(e)   | Sieger             | Prozentualer Stimmenanteil | Errungene Mandate |
| --------- | ------------------ | -------------------------- | ----------------- |
| 2001      | LDK                | 45,65 %                    | 47 von 100        |
| 2004      | LDK                | 45,42 %                    | 47 von 100        |
| 2007      | PDK                | 34,3 %                     | 37 von 100        |
| 2010/2011 | PDK                | 32,11 %                    | 34 von 120        |
| 2014      | PDK–PD–LB–PSHDK–PK | 30,38 %                    | 37 von 120        |
| 2017      | PDK, AAK und NISMA | 33,74 %                    | 39 von 120        |
| 2019      | VV                 | 26,27 %                    | 29 von 120        |
| 2021      | VV + GUXO          | 50,28 %                    | 58 von 120        |